# Мартин Гилбърт
Ма̀ртин Джон Гѝлбърт (на английски: Martin John Gilbert) е английски историк.

## Биография
Роден е на 25 октомври 1936 година в Лондон в еврейско семейство, потомци на бежанци от Руската империя, като баща му е бижутер. През 1960 година завършва най-нова история в Оксфордския университет, където преподава до края на живота си. От 1962 година работи по многотомната биография на Уинстън Чърчил, като от третия ѝ том е неин основен автор. Автор е и на други изследвания в областта на най-новата история и историята на евреите.
Мартин Гилбърт умира на 3 февруари 2015 година в Лондон.